# Stattegg
Stattegg osztrák község Stájerország Graz-környéki járásában. 2017 januárjában 2866 lakosa volt.

## Elhelyezkedése

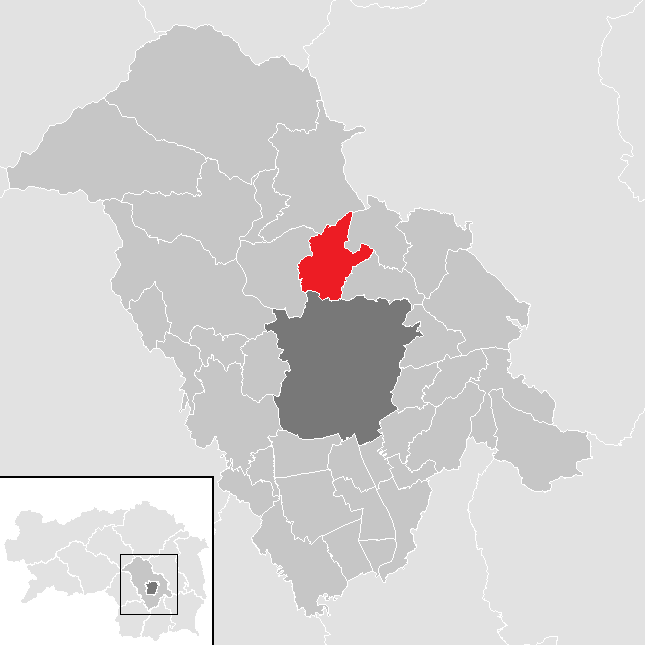
Stattegg a Graz-környéki járásban

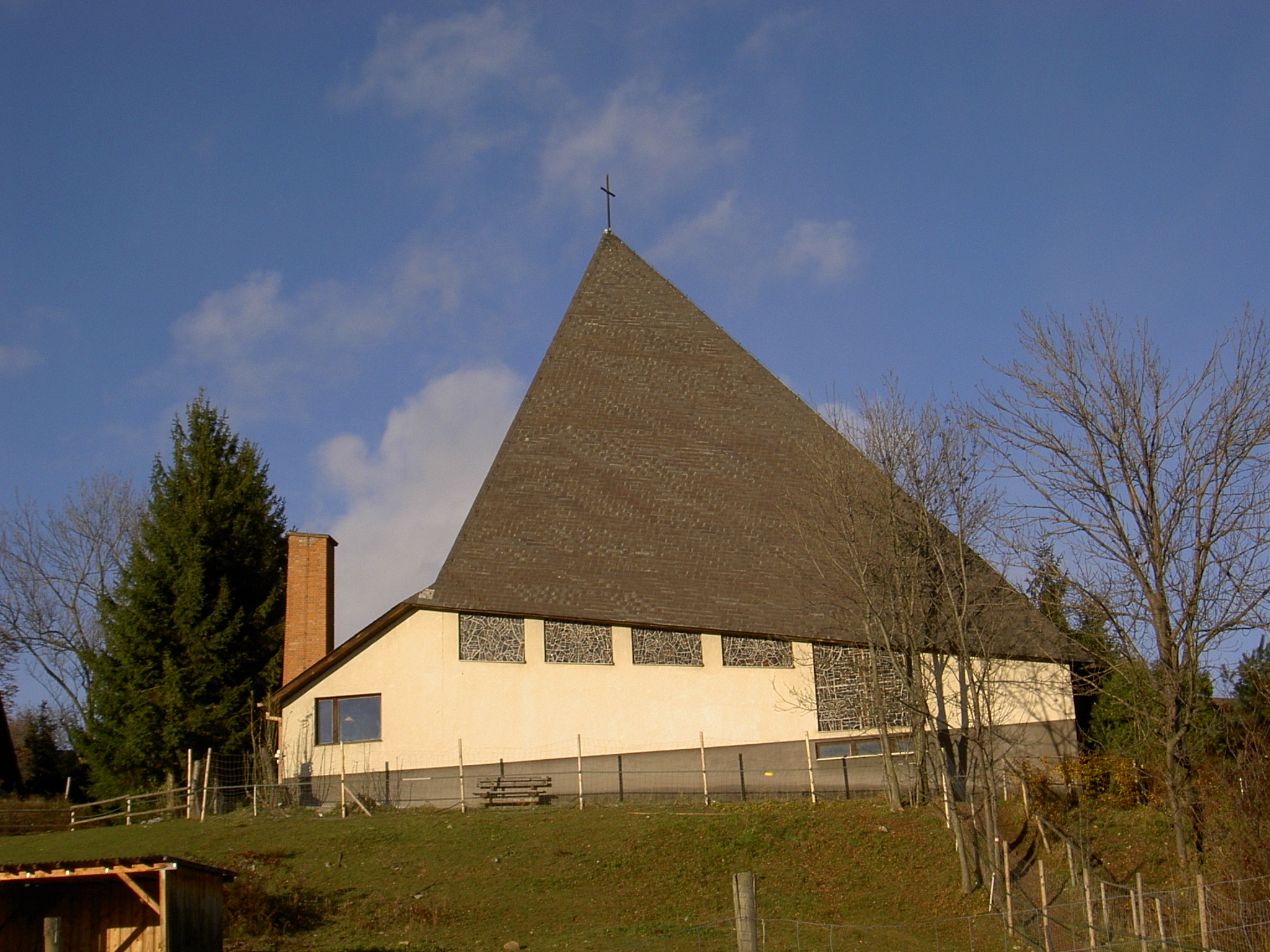
A Mária oltalma-templom

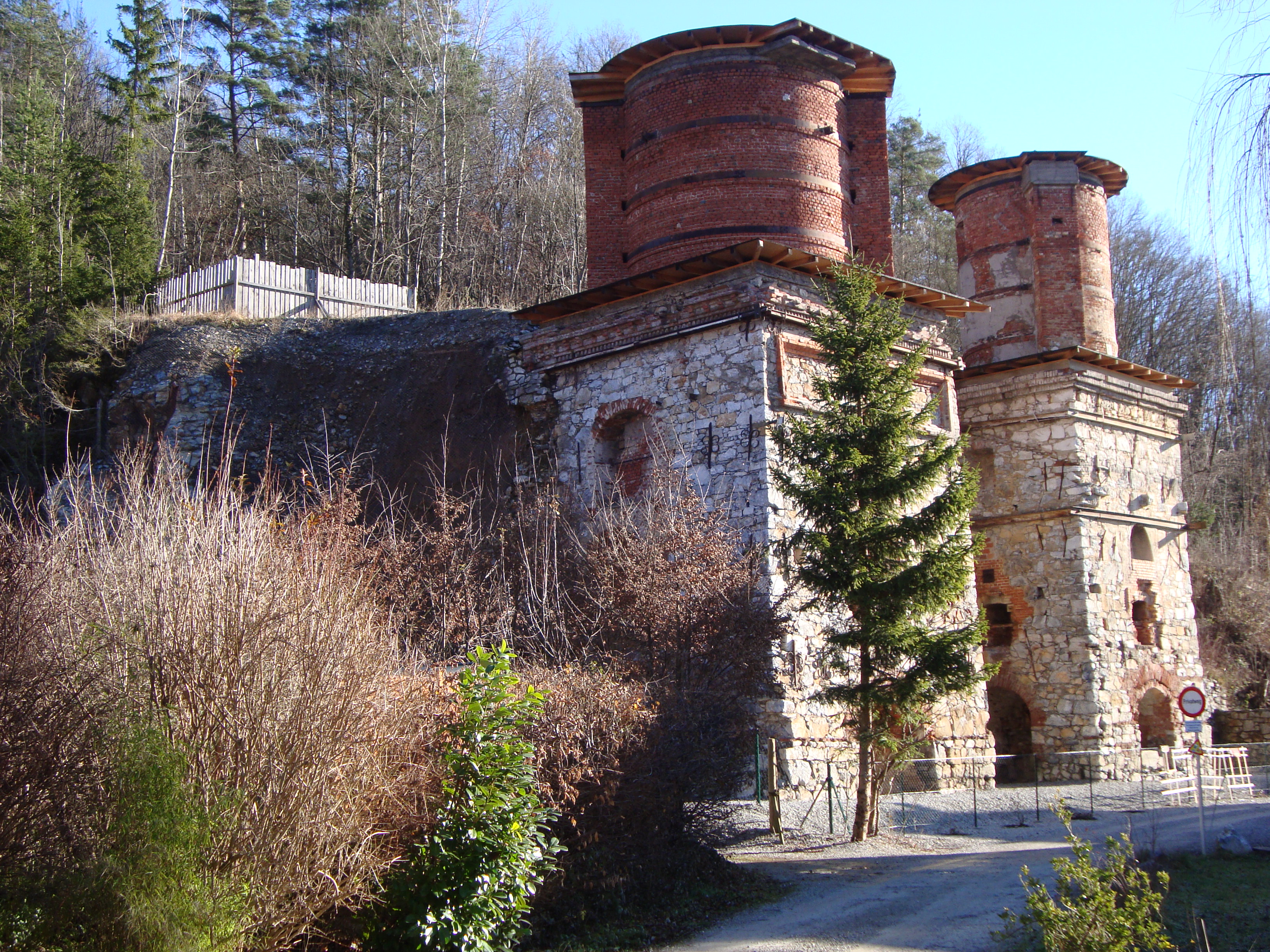
A mészégetőmű

Stattegg Nyugat-Stájerországban fekszik, a Grazi-hegyvidéken, az Andritzbach folyó mentén, Graz Andritz kerületétől közvetlenül északra. Területén négy 1000 m-nél magasabb hegycsúcs található,  a Zwölferkogel (1192 m), a Hohenberg (1048 m), az Erhardhöhe (1049 m) és a Hohe Rannach (1018 m). Az önkormányzat 13 települést egyesít: Buch (68 lakos 2015-ben), Eichberg (233), Hochgreit (195), Hohenberg (103), Hub (550), Kalkleiten (47), Krail (143), Leber (72), Mühl (286), Neudorf (367), Rannach (159), Steingraben (21) és Ursprung (551).
A környező önkormányzatok: északra Semriach, északkeletre Sankt Radegund bei Graz, keletre Weinitzen, délre Graz, nyugatra Gratkorn.

## Története
Stattegg a hasonló nevű (a középkorban Stadeck formában ismert), dombtetőre épült várról kapta a nevét.
A középkorban a Stadeck-nemzetség fontos, a hercegnek szolgáló nemesi família volt. Nevüket a birtokukról és a várról kapták. Többek között egy salzburgi érsek (I. Ulrich von Stadeck, 1256-1265), egy híres  minnesanger, Rudolf von Stadegge, valamint több tartományi kormányzó (Leutold von Stadeck (1255), Hartnid von Stadeck (1292-1299), Leutold von Stadeck (1362-1364), Hans von Stadeck (1396-1398)) került ki közülük. A família 1400-ban, Hans von Stadeck és fia, Leuthold elhunytakor kihalt. 
A várhegyet 1951 óta a helyi tűzoltóság használja gyakorlóterepként. 

## Lakosság
A statteggi önkormányzat területén 2017 januárjában 2866 fő élt. A lakosságszám 1939 óta töretlenül gyarapodó tendenciát mutat. 2015-ben a helybeliek 95,5%-a volt osztrák állampolgár; a külföldiek közül 2,5% a régi (2004 előtti), 1,1% az új EU-tagállamokból érkezett. 2001-ben a lakosok 75,9%-a római katolikusnak, 5,2% evangélikusnak, 16,2% pedig felekezet nélkülinek vallotta magát. Ugyanekkor 4 magyar élt a községben. 

## Látnivalók
- az 1962-ben épült, modern Mária oltalma-plébániatemplom
- az ipari műemlék mészégetőmű
- az Andritz-forrás, amelynek (vizsgálatok szerint alaptalanul) gyógyító hatást tulajdonítanak. A forrást 400 éves fal veszi körbe.
- Stadeck várának romjai

## Híres statteggiek
- Florian Kainz (1992-) válogatott labdarúgó

## Fordítás
- Ez a szócikk részben vagy egészben  a   Stattegg című német Wikipédia-szócikk ezen változatának fordításán alapul.  Az eredeti cikk szerkesztőit annak laptörténete sorolja fel. Ez a jelzés csupán a megfogalmazás eredetét és a szerzői jogokat jelzi, nem szolgál a cikkben szereplő információk forrásmegjelöléseként.